# Cheironitis indicus
Cheironitis indicus är en skalbaggsart som beskrevs av Lansberge 1875. Cheironitis indicus ingår i släktet Cheironitis och familjen bladhorningar. Inga underarter finns listade i Catalogue of Life.

## Bildgalleri

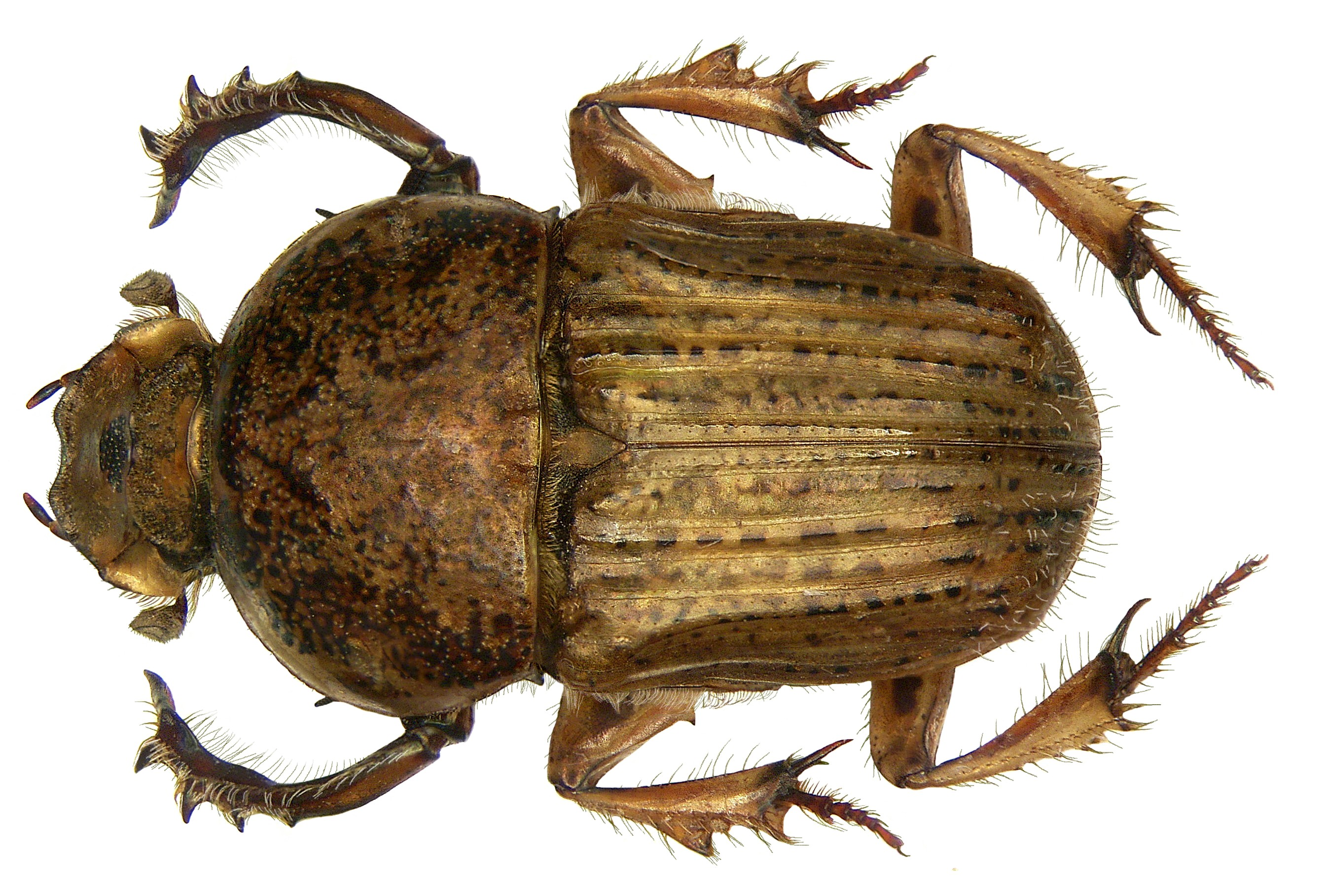